# Cornwallis (Canada)
Cornwalliseiland (Engels: Cornwallis Island) in de Noordelijke IJszee is een van de Koningin Elizabetheilanden in Canadese Arctische Archipel. Bestuurlijk behoort het tot het territorium Nunavut. Naar het zuiden ligt de Straat Barrow.
Het eiland heeft een oppervlakte van 6.995 km² en is daarmee qua grootte het 21e eiland van Canada. Het hoogste punt meet 343 m. Aan de zuidkust ligt het gehucht Resolute (Inuktitut: Qausuittuq) met ongeveer 230 inwoners. Het is een van de meest noordelijk gelegen nederzettingen in de wereld.
Cornwalliseiland werd in 1819 ontdekt door William Edward Parry en vernoemd naar de Britse admiraal William Cornwallis.